# Хеерманн, Адольфус Льюис
Адольфус Льюис Хеерманн (1821—1856) — американский врач, натуралист, орнитолог и исследователь. Путешествовал по США, собирая и каталогизируя птиц, рыб, рептилий и растения. В качестве хирурга и натуралиста участвовал в пятой тихоокеанской железнодорожной экспедиции. Он входил в группу, которой руководил Роберт С. Уильямсон и сообщал о разных видах птиц, найденных в исследованных районах.

## Открытия и названия
Во время своих экспедиций Хеерманн открыл на западе США несколько видов птиц, животных и растений. Многие из них носят его имя.
- Чайка Хеерманна (Larus heermanni)
- Dipodomys heermanni
- Melospiza melodia heermani
- Holocarpha heermannii